# Чемпионат Европы по шорт-треку 2002
6-й Чемпионат Европы по шорт-треку проходил с 11 по 13 января 2002 года в Гренобле, Франция.

## Призёры чемпионата

### Медальная таблица
*   Принимающая страна (Франция)
| Место          | Страна         | Золото | Серебро | Бронза | Всего |
| -------------- | -------------- | ------ | ------- | ------ | ----- |
| 1              | Италия         | 5      | 6       | 6      | 17    |
| 2              | Болгария       | 5      | 0       | 0      | 5     |
| 3              | Великобритания | 0      | 2       | 1      | 3     |
| 4              | Франция*       | 0      | 1       | 1      | 2     |
| 5              | Бельгия        | 0      | 1       | 0      | 1     |
| 6              | Германия       | 0      | 0       | 2      | 2     |
| Всего стран: 6 | Всего стран: 6 | 10     | 10      | 10     | 30    |

Медали за дистанцию 3000 метров не вручались.

### Мужчины
| Дистанция            | Золото                                                                                        | Золото     | Серебро                                                                | Серебро  | Бронза                                                                    | Бронза   |
| -------------------- | --------------------------------------------------------------------------------------------- | ---------- | ---------------------------------------------------------------------- | -------- | ------------------------------------------------------------------------- | -------- |
| 500 метров           | Никола Родигари                                                                               | 43.010     | Никола Франческина                                                     | 43.057   | Фабио Карта                                                               | 43.889   |
| 1000 метров          | Фабио Карта                                                                                   | 1:32.915   | Брюно Лоско                                                            | 1:33.192 | Никола Родигари                                                           | 1:33.204 |
| 1500 метров          | Фабио Карта                                                                                   | 2:20.849   | Никола Родигари                                                        | 2:21.041 | Никола Франческина                                                        | 2:22.392 |
| 3000 метров          | Фабио Карта                                                                                   | 5:03.098   | Брюно Лоско                                                            | 5:06.567 | Никола Родигари                                                           | 5:09.385 |
| 5000 метров эстафета | Италия · Фабио Карта · Микеле Понти · Никола Франческина · Микеле Антониоли · Никола Родигари | 7:20.752   | Бельгия · Симон ван Воссел · Питер Гизель · Вим де Дейн · Уорд Янссенс | 7:22.452 | Германия · Ариан Нахбар · Хольгер Хелас · Андре Хартвиг · Себастьян Праус | 7:33.232 |
| Общая квалификация   | Фабио Карта                                                                                   | 115 очков. | Никола Родигари                                                        | 81 очко. | Брюно Лоско                                                               | 42 очка. |

### Женщины
| Дистанция            | Золото                                                                                   | Золото     | Серебро                                                                                           | Серебро   | Бронза                                                                                  | Бронза    |
| -------------------- | ---------------------------------------------------------------------------------------- | ---------- | ------------------------------------------------------------------------------------------------- | --------- | --------------------------------------------------------------------------------------- | --------- |
| 500 метров           | Евгения Раданова                                                                         | 45.565     | Мара Дзини                                                                                        | 45.673    | Марта Капурсо                                                                           | 45.767    |
| 1000 метров          | Евгения Раданова                                                                         | 1:38.167   | Джоанна Уильямс                                                                                   | 1:38.626  | Катя Дзини                                                                              | 1:38.711  |
| 1500 метров          | Евгения Раданова                                                                         | 2:48.183   | Джоанна Уильямс                                                                                   | 2:48.658  | Мара Дзини                                                                              | 2:48.720  |
| 3000 метров          | Евгения Раданова                                                                         | 5:51.694   | Мара Дзини                                                                                        | 5:52.535  | Джоанна Уильямс                                                                         | 5:54.002  |
| 3000 метров эстафета | Италия · Маринелла Канклини · Марта Капурсо · Эвелина Родигари · Мара Дзини · Катя Дзини | 4:29.255   | Болгария · Даниэла Влаева · Евгения Раданова · Анна Крастева · Марина Георгиева · Кристина Вутева | 4:31.030  | Германия · Ивонн Кунце · Кристин Прибст · Сюзанна Рудольф · Ульрика Леманн · Ивонн Болт | 4:31.885  |
| Общая квалификация   | Евгения Раданова                                                                         | 136 очков. | Мара Дзини                                                                                        | 60 очков. | Джоанна Уильямс                                                                         | 55 очков. |

## Страны-участницы
- Австрия
- Бельгия
- Беларусь
- Болгария
- Хорватия
- Чехия
- Франция
- Германия
- Великобритания
- Венгрия
- Израиль
- Италия
- Литва
- Нидерланды
- Норвегия
- Польша
- Румыния
- Россия
- Сербия и Черногория
- Словакия
- Словения
- Швеция
- Швейцария
- Украина

## Внешние ссылки
- Детальные результаты
- Обзор результатов